# أساليب الاستجواب المعزز
أساليب الاستجواب المُعزز (بالإنجليزية: Enhanced Interrogation Techniques) أو الاستجواب المُعزز (بالإنجليزية: Enhanced Interrogation) هو تسميل لبرنامج الحكومة الأمريكية للتعذيب المُمنهج للمحتجزين لدى وكالة الاستخبارات المركزية (CIA) ووكالة استخبارات الدفاع (DIA) بالإضافة إلى العديد من مكونات القوات المسلحة الأمريكية في مواقع سوداء حول العالم مِن ضِمنها قاعدة بغرام ومعتقل غوانتانامو وسجن أبو غريب وذلك بتفويضٍ مِن إدارة الرئيس الأمريكي السابق جورج دبليو بوش. اُسْتُعمِلَتْ في البرنامج أساليب تتضمن الضرب، والتقييد في وضعيات ضغط مُلتوية، وتغطية الرأس، والتحويط بالجدار، والإيهام بالغرق، والإذلال الجنسي، والاغتصاب، والصفع المتكرر، وتعريض المحتجزين للحرارة الشديدة أو البرد الشديد، وتعريضهم إلى ضجيجٍ يَصُمّ الآذان، وحِرمانهم من النوم إلى حد الهلوسة، وحِرمانهم من الطعام والشراب، وحَبْسِهم في صناديق صغيرة شبيهة بالتوابيت، وحجب الرعاية الطبية عن إصاباتهم. تعرض العديد مِن المحتجزين لما وصفته تقارير صحفية بـ «حقن شرجي دونما دواعي طبية» وقد اعتبرت بعض وسائل الإعلام هذه الممارسة بأنها  اغتصاب. إلى جانب تعذيب المحتجزين جسدياً، كانت هناك تهديدات ضد عائلاتهم كالتهديدات بإيذاء أطفالهم والتهديدات بنحر أمهاتهم أو الاعتداء عليهن جنسياً.
لم يُؤَكَد رسمياً عدد المحتجزين الذين تعرضوا للتعذيب عبر هذه الأساليب في حين اعترفت وكالة الاستخبارات المركزية باستخدام أسلوب الإيهام بالغرق ضد ثلاثة أشخاص متورطين في هجمات الحادي عشر من سبتمبر: أبو زبيدة، وخالد شيخ محمد، ومحمد القحطاني. هذا وقد عثرتْ لجنة المخابرات بمجلس الشيوخ الأمريكي على صورٍ تُظهر استعمال أسلوب الإيهام بالغرق مُحاطةٍ بدِلاءٍ من الماء في سجن سولت بيت وهو المكان الذي ادّعتْ وكالة الاستخبارات المركزية أنها لم تستعمل فيه أبداً أسلوب الإيهام بالغرق. لم يُؤَكَد رسمياً عدد الذين ماتوا جرّاء التعرّض للتعذيب رغم أن هذا الرقم يُقدّر بنحو 100 شخصٍ على الأقل. قال حُراسٌ وسُجناءٌ سابقون في معتقل غوانتنامو أن الوفيات التي ادّعى الجيش الأمريكي أنها حالات انتحار آنذاك هي في الواقع جرائم قتل تحت التعذيب. لم تُوجه أي تُهم بالقتل لمرتكبي هذه الجرائم أو غيرها من جرائم القتل المرتبطة بالتعذيب التي وقعتْ في كُلٍ مِن سجن أبو غريب وقاعدة بغرام.
برز جدالٌ في الولايات المتحدة حول ما إذا كان «الاستجواب المُعزز» يعد خرقاً للقوانين الأمريكية أو القوانين الدولية كاتفاقية الأمم المتحدة لمناهضة التعذيب. قامت وكالة الاستخبارات المركزية في عام 2005 بتدمير أشرطة فيديو تُظهر استجواب السجناء تحت التعذيب وكان التبرير لذلك هو أن ما تُظهره تلك الأشرطة فظيع جداً لدرجة أنه سيكون «مُدمِراً لوكالة الاستخبارات المركزية» وأن «الغضب من تدمير الأشرطة لا يُعد شيئاً مقارنةً بما سيكون لو أنها خرجتْ للعلن». مِن جهةٍ أخرى قال المقرر الخاص للأمم المتحدة المعني بالتعذيب خوان مانديز أن الإيهام بالغرق هو تعذيب واصفاً إياه بأنه «غير أخلاقي وغير قانوني» وفي عام 2008 طالب خمسٌ وستون نائباً ديموقراطياً بتحقيقٍ مستقل.
وصف مسؤولون أمريكيون وأوروبيون من بينهم المدير السابق لوكالة الاستخبارات المركزية ليون بانيتا، وضباط سابقون في الوكالة، ومدّعي غوانتنامو، وقاضي محكمة عسكرية – وصفوا «الاستجواب المُعزز» بأنه تسميل للتعذيب. قال كلٌ مِن الرئيس السابق باراك أوباما ووزير العدل السابق إريك هولدر أن بعض الأساليب تُعد تعذيباً واستنكرا استعمالها لكنهما رفضا محاكمة مسؤولي وكالة الاستخبارات المركزية أو وزارة الدفاع أو المسؤولين بإدارة بوش الذين أجازوا البرنامج، غير أنهما تركا المجال مفتوحاً لعقد «لجنة تقصي الحقائق» لبحث ما وصفه أوباما بـ«المزيد من المحاسبة».
أصدرتْ المحكمة الأوروبية لحقوق الإنسان حُكماً رسمياً في يوليو 2014 يقضي بأن «الاستجواب المُعزز» هو بالفعل تعذيب وأمرتْ المحكمة بأن تدفع بولندا وليتوانيا ورومانيا تعويضاتٍ لرجالٍ جرى احتجازهم وتعذيبهم في مواقع سوادء تابعةٍ لوكالة الاستخبارات المركزية وموجودة في تلك الدول.

## تاريخ موافقة إدارة بوش للبرنامج
قرر المسؤولون في إدارة بوش عقب هجمات 11 سبتمبر أن يتعاملوا مع الهجمات بوصفها عملاً حربياً لا مجرد جرائم ومن هنا ظهر السؤال: هل سيُتعامل مع المقبوض عليهم على أنهم أسرى حرب؟ لذلك أوصى مسؤولون من بينهم المحامي في وزارة العدل جون يو بتصنيفهم «محتجزين» خارج اتفاقيات جنيف أو أي قانون مدني أو عسكري وحَبْسِهم في سجون خاصة بدل «معسكرات أسرى الحرب الشبيهة بالثكنات كالتي في هوغانز هيروز أو ستالاغ 17»، كما وقع الرئيس بوش في 17 سبتمبر 2001 على قرارٍ – لايزال مُصنف سرياً – يُعطي وكالة الاستخبارات المركزية السلطة لسجن المحتجزين واستجوابهم سِراً.
في أواخر عام 2001 وبداية عام 2002 كان الاستجواب تحت التعذيب في المواقع السرية يحدث وفقاً لما تُمْليه الظروف ولم يكن بعد مُنظماً بوصفه برنامجاً بيروقراطياً كما لم يكن بعد مُكرساً تحت غطاءٍ قانوني من وزارة العدل وقد تم إحضار أوائل المحتجزين في أواخر عام 2001 إلى قواعد مرتجلة تابعة للجيش ووكالة الاستخبارات المركزية كتلك التي في قندهار بأفغانستان ومن بين المحتجزين رجالُ مثل مراد كورناز ولخضر بومدين وغيرهما من الذين ثبتت براءتهم لاحقاً بعدما اُعْتُقِلوا إما بسبب معلوماتٍ خاطئة أو لأن تم بيعهم لوكالة الاستخبارات المركزية مقابل مكافأت وقد تعرض أولئك للضرب والصعق الكهربائي وتم تعليقهم من أذرعهم على السقف وإغراقهم في دلاء مياه كما جرى تعريضهم للبرد الشديد وقد نتج عن ذلك عدد غير معروف من الوفيات.
في نوفمبر 2001 بدأ المستشار العام لوكالة الاستخبارات المركزية يفكر في قانونية التعذيب حيث كتب أن «النموذج الإسرائيلي» (أي استعمال القوة الجسدية ضد مئات المحتجزين) يمكن أن يُستخدم بوصفه «أساس محتمل لنجادل أن التعذيب كان ضرورياً لردع خطرٍ جسديٍ وشيكٍ كبير على الناس، حيث لم يك هناك وسيلة أخرى متوفرة لردع الخطر.»
ألقتْ وكالة الاستخبارات المركزية القبض على أول سجينٍ مهمٍ لها في أبريل 2002 هو أبو زبيدة الذي جرى نقله إلى موقعٍ أسودٍ تابعٍ لها وباشرتْ الوكالة باقتراحٍ من الطبيب النفسي جيمس ميتشيل باستخدام «أساليب استجواب» تضمنتْ الحرمان من النوم عبر الأضواء الساطعة والموسيقى العالية وذلك كان ما يزال سابقاً لأي تفويضٍ قانوني من وزارة العدل. قدمّ الطبيب مِتشيل في اللاحق من ذلك الشهر قائمةً بأساليب إضافية تتضمن حبس المحتجزين في صناديق ضيقة وتقييدهم في وضعيات مؤلمة وإبقائهم مستيقظين لأسبوع وتغطيتهم بالحشرات إلى جانب الإيهام بالغرق وهو ممارسة وصفتها الولايات المتحدة سابقاً في محاكمات جرائم الحرب بأنها تعذيب.
طلب مدير الجهاز السري في وكالة الاستخبارات المركزية خوسيه رودريغز جونيور مِن مرؤوسيه تفويضاً لما وصفه رودريغز بـ «حزمة بديلة من إجراءات الاستجواب». سعتْ وكالة الاستخبارات المركزية للحصول على حصانة مِن الملاحقة القضائية التي عُرفتْ أحياناً بـ «بطاقة الخروج من السجن المجانية».
في مايو 2002 اجتمع مسؤولون رفيعون في إدارة بوش مِن ضمنهم مدير وكالة الاستخبارات المركزية جورج تينيت ومستشارة الأمن القومي كونداليزا رايز ونائب الرئيس ديك تشيني ووزير الخارجية كولن باول ووزير الدفاع دونالد رامسفيلد ووزير العدل جون آشكروفت لمناقشة أية أساليب يمكن أن تستخدمها وكالة الاستخبارات المركزية قانونياً ضد أبو زبيدة. قالت كونداليزا رايز أنه جرى إخبارها أن «العاملين في الجيش الأمريكي يتعرضون خلال التدريب لأساليب نفسية وجسدية معينة للاستجواب». نُقِل أن جون آشكروفت قد قال خلال النقاش: «لماذا نحن نتحدث عن هذا في البيت الأبيض؟ التاريخ لن يحكم على هذا بلطف».
أبلغتْ كونداليزا رايز وكالة الاستخبارات المركزية بالموافقة على الأساليب في يوليو 2002 بعد انتهاء وزارة العدل مما بات معروفاً الآن باسم «مذكرات التعذيب» التي قال ديك تشيني في معرض حديثه عنها «لقد وَقعتُ عليها وكذلك فعل آخرون»، وقال تشيني لاحقاً عام 2010: «لقد كنت ولازلت مناصراً قوياً لبرنامجنا للاستجواب المعزز»، كما قالت رايز عام 2009: «نحن لم نعذّب أحداً» وأصرت على أن البرنامج «لم يكن تعذيباً» وإنما كان «قانونياً» و«صائباً».
قالت وكالة الاستخبارات المركزية أنها أطلعتْ العديد مِن القادة التشريعيين الديموقراطيين على البرنامج المقترح لـ «أساليب الاستجواب المعززة» في اجتماعاتٍ دارت خلال عاميّ 2002 و2003 ومن بين هؤلاء كانت رئيسة مجلس النواب لاحقاً نانسي بيلوسي وبحسب السؤولين الحاضرين آنذاك فإن رد فعل الديموقراطيين كان «الإذعان، إن لم يكن الدعم المباشر». كانت العضوة في الكونغرس جين هارمن الوحيدة التي عارضتْ الأساليب المقترحة مِن بين أولئك القادة الديموقراطيين. رئيس لجنة الاستخبارات بمجلس الشيوخ بوب غراهام قال أنه لم يجري إطلاعه على أسلوب الإيهام بالغرق وقال أن الوكالة ادَّعتْ ثلاث مرات أنه حضر الاجتماعات في أيامٍ معينة أظهرتْ مذكراته أنه كان فيها في مكانٍ آخر.
كان هناك على الأقل مسؤولٌ واحدٌ في إدارة بوش معارضٌ لتعذيب السجناء وهو فيليب زيليكو، أحد أرفع المستشارين لدى كونداليزا رايز. بُعَيْد عِلمه بتفاصيل البرنامج كتب زيليكو مذكرةً لرايز يُفنُّد فيها مذكرات التعذيب الخاصة بوزارة العدل حيث اعتبرها خاطئة قانونياً وسياسياً كما حذر زيليكو في مذكرته أن أساليب الاستجواب تنتهك القانون الأمريكي وأنها قد تقود إلى محاكماتٍ بتهم ارتكاب جرائم حرب. حاولت إدارة بوش تجميع كل النسخ عن مذكرة زيليكو وإتلافها.

## تطوير الأساليب واستخدامها

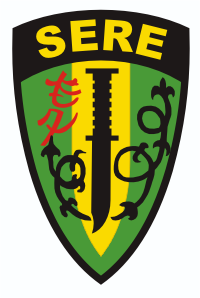
شعار تدريب (SERE) الذي أسسّته القوات الجوية الأمريكية.

في حين أن هوية من صاغ مصطلح «الاستجواب المعزز» غير معروفة لكنه يبدو كترجمة اقتراضية للمصطلح الألماني "Verschärfte Vernehmung" ويعني «استجواب مكثف» حيث استعمله رئيس الغيستابو هاينرش مولر في عام 1937. البرنامج نفسه مبنيٌ على العمل الذي أداه الطبيبان النفسيان جيمس ميتشيل وبروس جيسين في برنامج Survival, Evasion, Resistance and Escape الخاص بالقوات الجوية. تعاقدتْ وكالة الاستخبارات المركزية مع الطبيبيْن النفسييْن مِن أجلِ تطوير أساليب استجواب بديلةٍ عن ذاك البرنامج وأشد قسوةً منه بالرغمِ من أنه لم يكن لدى أيٍ من الطبيبيْن النفسييْن خبرةٌ في إجراء عمليات الاستجواب. صرّح العقيد في القوات الجوية ستيف كلينمان بأن وكالة الاستخبارات المركزية «اختارتْ طبيبيْن النفسيْن ليس لدى أيٍ منهما خلفية عن الاستخبارات ولم يقوما أبداً بإجراء عمليات استجواب.. وذلك للقيامِ بأمرٍ غيرٍ مُثبتٍ إطلاقاً في العالم الواقعي». شككَ مقربون مِن ميتشيل وجيسين في أساليبهما واعتقدوا أنهما لا يمتلكان أية بياناتٍ حول تأثير تدريب (SERE) على النفسِ البشرية. عَلِمتْ وكالة الاستخبارات المركزية أن خبرة ميتشيل وجيسين في الإيهام بالغرق قد «أُسيء تقدريها» على الأرجح وبالتالي لم يكن هناكَ سببٌ للاعتقاد بأن الإيهام بالغرق فعّال أو آمِن طبياً لكن وظفّتْ الوكالة الطبيبيْن النفسييْن على الرغم من قُصور الخبرة والمعرفة ودفعت لهما مقابل عملهما ألف دولارٍ يومياً بالإضافة إلى نفقاتٍ خاليةٍ من الضرائب.
برنامج (SERE) الذي أعاد ميتشيل وجيسين هندسته كان يُستخدم لتدريب الجنود لمقاومة أساليب «غسيل الدماغ» التي يُزعم أن الصينيين انتهجوها لانتزاع اعترافاتٍ كاذبة مِن الأسرى الأمريكيين إبّان الحرب الكورية. تعرّض المُتدربون في البرنامج إلى «الإيهام بالغرق... الحرمان من النوم، العزلة، التعرض لدرجات حرارة شديدة، الانحباس في مساحاتٍ صغيرة... والإهانة الدينية والإذلال الجنسي». طوّر ميتشيل وجيسين تحت إشراف وكالة الاستخبارات المركزية برنامج (SERE) إلى برنامجٍ عِدائيٍ مُصمَمٍ لتدريب عملاءِ السي أي إيه على كيفية استخدام «أساليب استجواب» قاسية لجمعِ معلوماتٍ مِن المُحتجزين. اُستخدِمتْ جميع الأساليب المذكورةِ آنِفاً على أبو زبيدة بحسب ما وثقته اللجنة الدولية للصليب الأحمر في تقريرها.
اعتمد ميتشيل وجيسين بقوة على التجارب التي قام بها الطبيب النفسي الأمريكي مارتن سليجمان خلال السبعينيات في مجال العجز المُتعلَم حيث قام في تلك التجارب بحبسِ كلابٍ في قفصٍ وصعقها بالكهرباء بطريقةٍ حادةٍ وعشوائيةٍ لكي يكسر إرادتها للمقاومة نهائياً وقد طبّق ميتشيل وجيسين هذه الفكرة على استجواب أبو زبيدة. كانت تُعتبر سابقاً العديد مِن أساليبِ الاستجواب المُستعملةِ في برنامج (SERE)، ومِن ضِمنها الإيهام بالغرق والحرمان من النوم والوقوف لوقتٍ طويل والزنزانة الباردة، غير قانونيةٍ بموجبِ القانون الأمريكي والمُعاهدات والقوانين الدولية وذلكَ حتى فترةِ أسرِ أبو زبيدة بل إن الولايات المتحدة حاكمتْ مسؤولين عسكريين يابانيين بعد الحرب العالمية الثانية وحاكمتْ جنوداً أمريكيين بعد حرب فيتنام لاستخدامهم الإيهام بالغرق وذلك في عام 1983. صنفتْ الولايات المتحدة الحرمان من النوم بأنه أحد أشكال التعذيب غير القانوني في عام 1930 كما تُعتبر العديد من الأساليب الأخرى التي طورتها وكالة الاستخبارات المركزية تعذيباً ومعاملةَ مُذلة وغير إنسانية بموجب اتفاقية الأمم المتحدة لمناهضة التعذيب والبند الثالث في الاتفاقية الأوروبية لحقوق الإنسان.
وِفقاً لمنظمة حقوق الإنسان أولاً: «أشارت تقاريرٌ صحفية ومُذكراتُ داخليةُ لمكتب التحقيقات الفيدرالي إلى أن تدريب (SERE) هو الأساس لبعض أقسى الأساليب التي أجاز البنتاغون استخدامها على المُحتجزين في عاميّ 2002 و2003»، وبحسب موقع Salon: «قال الرئيس السابق لركن التحكم في الاستجواب (Interrogation Control Element) في غوانتانامو أن مُدرِبين من (SERE) قد قاموا أيضاً بتعليم أساليبهم لمُستجوِبي السجناء في كوبا» كما كتبتْ الصحفية الأمريكية جاين ماير في تقريرٍ نُشر في مجلة النيويوركر: «بحسب مُنتسبٍ لبرنامج (SERE) ومصدريّن آخريّن مُطلعيّن على البرنامج فإن عدة أطباءٍ نفسيين مُتضلعين في أساليب (SERE) قد بدأوا بإرشاد مُستجوِبين في معتقل غوانتانامو وأماكن أخرى. حاول بعض هؤلاء الأطباء» إعادة هندسة«برنامج (SERE) وذلك على حد تعبير المُنتسب. تبنى المُستجوِبون وأعضاء (SERE) في غوانتانامو أساليباً قسريةً شبيهةً بتلك المستعملةِ في برنامج (SERE)» وتُتابع الصحفية: «يبدو أن العديد مِن أساليبِ الاستجوابِ المستخدمةِ في برنامجِ (SERE) جرى تطبيقها في غوانتانامو».
نصّ تقريرٌ صدر عن الحزبيّن ونُشر عام 2008: «مِن بين العوامل الأساسية التي قادت إلى الانتهاكات الواسعة كانت مُذكرة وقع عليها الرئيس جورج دبليو بوش في فبراير 2002 تنص على أن اتفاقية جنيف الثالثة التي تضمَن المعاملة الإنسانية لسجناء الحرب لا تنطبق على المُحتجزين مِن عناصر القاعدة أو طالبان، بالإضافةِ إلى مُذكرةٍ وقّع عليها وزير الدفاع دونالد رامسفيلد في ديسمبر 2002 تُصادق على استخدام» أساليب عدائية«ضد المُحتجزين في غوانتانامو». غير أن المُذكرة التي وقّع عليها بوش في فبراير 2002 تَنُص في واقع الأمر على أن المُحتجزين مِن عناصر القاعدة لا تحميهم اتفاقيات جنيف في حين أن المُحتجزين مِن عناصر طالبان مُخوّلون للمادة الثالثة المشتركة مِن اتفاقيات جنيف. أُجبِرتْ الإدارة الأمريكية على تطبيق معايير اتفاقيات جنيف على جميع المُحتجزين بمَن فيهم عناصر القاعدة وذلك عقِب حُكم المحكمة العليا في قضية حمدان ضد رامسفيلد في عام 2006 وأبطل دونالد رامسفيلد مُذكرة ديسمبر 2002 بعد ستة أسابيع مِن إصدار الحُكم. ظلّتْ المادة الثالثة المُشتركة هي السياسة المُتبَعة مع المُحتجزين في ظِل إدارة أوباما وليسَ اتفاقية جنيف الثالثة.

### وكالة الاستخبارات المركزية
برهنَ تقريرٌ للكونغرس في ديسمبر 2008 أن «أساليب الاستجواب القاسية التي استخدمتها وكالة الاستخبارات المركزية والجيش الأمريكي جرى تبنيها مُباشرةً مِن أساليب تدريبية كانت تُستعمل لتجهيز عناصر القوات الخاصة لمقاومة الاستجواب الذي يُخضِعهم له الأعداء الذين يُعذِبون ويُسيئون معاملة السجناء. تتضمن الأساليب التعرية القسرية ووضعيات ضغط مؤلمة والحرمان من النوم... والإيهام بالغرق». بحسب محطة إيه بي سي نيوز فإن مسؤولين سابقين وحاليين في وكالة الاستخبارات المركزية تطوّعوا للكشف عن أساليب الاستجواب المُجازة في الوكالة والتي تتضمن:
1. الإيهام بالغرق: تتمثل ممارسة الإيهام بالغرق في تقييد المعتقل وتثبيته على الأرض بحيث لا يستطيع الحركة مع وضع قطعة قماش أو ما شابه في فمه وتغطية وجهه بما يُشبه كيساً بلاستيكياً ثم سكب الماء على وجهه فيتوَلد لديهِ شعورٌ بالغرق.
2. انخفاض درجة الحرارة: يُترك المعتقل ليَقِف عارياً في زنزانةٍ باردةٍ جداً (تحت 10 درجة مئوية) بينما يُغَطَس في الماء البارد على نحوٍ دوريٍ لكي يزداد معدل فقدان جسمه للحرارة.
3. وضعيات الضغط: يُقيَّد المعتقل ويُجبر على اتخاذِ وضعيةٍ جسديةٍ معينةٍ بحيث يتركز الوزن على عضلة أو عضلتين فقط. يتسببُ ذلك في ضغطٍ حادٍ على الرِجليّن مما يُؤدي أولاً إلى شعورٍ بالألم ومِن ثم إلى فشلٍ عضلي.
4. ضربات البطن: تُوجّه للمعتقل صفعاتٌ على البطن في الكثير مِن الحالات نظراً لتخوف وكالة الاستخبارات المركزية مِن أن تُؤدي اللكمات إلى أضرارٍ داخليةٍ مُزمنةٍ في الجسم.
5. الصفع: يُصفع المعتقل على وجهه بقوةٍ بهدفِ إلحاقِ الألمِ بهِ وإثارةِ خوفه.
6. الخض: يَجذُب المُستجوِب السجين مِن قميصه ويخضه بقوة.

صرّح مدير وكالة الاستخبارات المركزية السابق مايكل هايدن في ديسمبر 2007 أن "أساليب [الاستجواب] المعززة اُستعمِلتْ على 30 معتقلٍ فقط مِن بين 100 معتقلٍ تحت احتجاز وكالة الاستخبارات المركزية حتى الآن وإن الإيهام بالغرق اُستعمِل على ثلاثةٍ فقط.
نشرتْ منظمة أطباء مِن أجل حقوق الإنسان (PHR) تقريراً بعنوان «تجارب في التعذيب: البحث البشري وأدلة التجريب في برنامج الاستجواب المعزز» حيث وَصفتْ فيه قيام موَظفين في مكتب وكالة الاستخبارات المركزية للخدمات الطبية (OMS) بإجراءِ بحوثٍ على المعتقلين بالتزامن وبالتسلسل مع استعمال «أساليب الاستجواب» ضدهم. استندَ هذا التقرير إلى وثائقٍ أتاحتها إدارة أوباما عام 2010 بعدما كانت مُصنفة سرية في السابق.
بحسب محطة إيه بي سي نيوز فإن آخر استخدامٍ للإيهام بالغرق مِن قِبل وكالة الاستخبارات المركزية كان في عام 2003 وأن الوكالة قد أزالته من قائمتها «لأساليب الاستجواب» المقبولة في عام 2006.

### وكالة استخبارات الدفاع
طلبتْ ما تُسمى بـ «مجموعة العمل» التابعةِ لوزير الدفاع دونالد رامسفيلد مِن وكالة استخبارات الدفاع أن تقترح «أساليب استجواب» للسجناء لكي تأخذها المجموعة بعين الاعتبار. بحسب تقرير لجنة الخدمات المسلحة في مجلس الشيوخ الصادر عام 2008 حول معاملة المُحتجزين في عهدة الولايات المتحدة، فإن وكالة استخبارات الدفاع بدأتْ بصياغة قائمةٍ مِن الأساليب بمساعدةِ موَظفٍ مدني هو ديفيد بَكِرْ الرئيس السابق لركن التحكم في الاستجواب (Interrogation Control Element) في غوانتانامو. ادّعى بَكِرْ أن أعضاء «مجموعة العمل» كانوا مُهتمين تحديداً بالأساليب العنيفة وأنه قد «جرى [تشجيعه] على الحديث عن الأساليب التي تُسبب الألم».
مِن غير المعروف إلى أي مدى اُستخدِمتْ توصيات الوكالة لكن بحسب تقرير مجلس الشيوخ المذكور سابقاً فإن القائمة التي صاغتها وكالة استخبارات الدفاع تضمنتْ استخدام «عقاقير مِثل بنتوثال الصوديوم وبيثيدين» والحرمان من النوم والمعاملة المذلة مِن قِبل مُستجوِباتٍ إناث. ادّعى بَكِرْ أنه أوصى باستخدام العقاقير لقيام وكالةِ استخباراتٍ أخرى – نُقّحَ اسمها في تقرير مجلس الشيوخ - باستخدامها بنجاحٍ في السابق. بحسب تحليل مكتب المفتش العام لوزارة الدفاع فإن وكالة استخبارات الدفاع بررتْ استخدامها للعقاقير بكونها «تُرخي المُحتجزين إلى حالةٍ مُتعاونة» وأن الوكالة لم تستخدم مواداً مُهلوِسةً.
كشفت وثائقٌ لمكتب التحقيقات الفيدرالي – الذي كان يُجري تحرياتٍ عن المُحتجزين في غوانتانامو إلى جانبِ وكالاتٍ أخرى – عن المزيد مِن الأساليب التي استخدمتها وكالة استخبارات الدفاع ومِن بينها إجبار المُحتجزين على مشاهدةِ موادٍ إباحيةٍ مِثليةٍ ولًفِهم بالعلمِ الإسرائيلي واستجوابهم في غُرفٍ مضاءةٍ بأجهزة ستروب لمدة 16-18 ساعة كما كشفتْ الوثائق ادعاء ضُباط وكالة استخبارات الدفاع أنهم ضُباط مِن مكتب التحقيقات الفيدرالي أثناء استجواب المُحتجزين مما أقلق المكتب على اعتبار أن انتحال هوية ضباطه سيؤثر سلباً في عملهم إلى جانب كونه جناية بموجب القانون الأمريكي. أعقب ذلك تحقيقٌ عسكري اعترض على مزاعم مكتب التحقيقات الفيدرالي قائلاً أن المعاملة التي تلقاها المُحتجزون كانت مُهينة لكنها لم تكن غير إنسانية دون أن يتناول التحقيق مزاعم انتحال هوية ضباط المكتب.
يُعتقد أن عملاء وكالة استخبارات الدفاع مارسوا أساليباً مُشابهةً لتلكَ المذكورة آنِفاَ في مُنشأة الاحتجاز في باروان (بغرام) والتي كانت تُديرها الوكالة حتى عام 2010. بحسب صحيفة ذا أتلانتيك فإن هذه الأساليب شمِلتْ أيضاً الضرب والإذلال الجنسي. عمّرتْ مُنشأة باروان لوقتٍ أطول مِن غيرها مِن المواقع السوداء التي أدارتها وكالة الاستحبارات المركزية ويُزعم أن وكالة استخبارات الدفاع ظلّتْ تستخدم «أساليب استجواب محدودة» تحت تفويضٍ سرّي. لازال مصير المنشأة السرية غير معروفٍ رُغم أن قاعدة بغرام سُلِمتْ للسلطات الأفغانية عام 2013 بعد عدة تأجيلات.

### القوات المسلحة الأمريكية

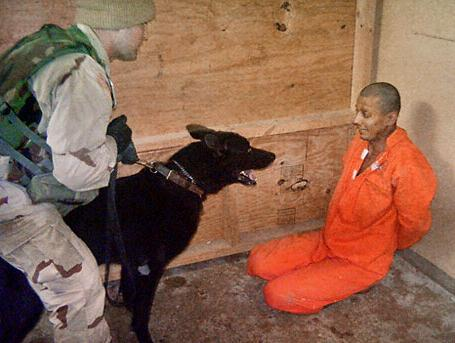
اعتبر أحد محققي الجيش استخدام الكلاب غير المُكمَمَة في أبي غريب كواحدة من "الانتهاكات الإجرامية السادية والجائرة والسافرة" مِن قِبل القوات الأمريكية.-- واشنطن بوست، 26 مايو 2004.

كشفَ تحقيقٌ عسكري أن الأساليب التي اتبعتها الوحدات الخاصة في الجيش الأمريكي كانت أشد قسوة جسدياً مِن أيٍ مِن ممارسات وكالة استخبارات الدفاع حيث شمِلتْ الأساليب الضرب والصراخ والموسيقى الصاخبة والتلاعب البيئي والحرمان من النوم ومواقع الضغط والإذلال الجنسي والاستجواب لعشرين ساعة والتخويف المُكبح باستخدام الكلاب.
قالت العميدة في الجيش الأمريكي والمسؤولة عن إدارة سجن أبو غريب حتى عام 2004 جانيس كاربينسكي أنها رأتْ رسالةً مُوقعةً مِن وزير الدفاع رامسفيلد تُجيز استخدام أساليبٍ مُعينةٍ خلال الاستجواب وأضافتْ كاربينسكي: «تضمنتْ الأساليب جعل السجناء يقفون لفتراتٍ طويلة، الحرمان من النوم... تشغيل الموسيقى لأعلى صوت، جعلهم يجلسون بوضعيةٍ غير مريحة... لقد أجاز رامسفيلد هذه الأساليب المحددة» كما أشارت كاربينسكي لكون الأساليب تتناقض مع اتفاقيات جنيف واقتبست منها قائلةً: «لا يُسمح بتهديد وإهانة سجناء الحرب الذين يرفضون الإجابة أو تعريضهم لمعاملةٍ ضارةٍ أو كريهةٍ مِن أي نوع» وبحسب كاربينسكي فإن توقيع رامسفيلد كان مرسوماً بخط يده على الرسالة فوق اسمه المطبوع وإلى جانب توقيعه كُتِب الهامش: «احرصوا على تحقيق هذا».
أبلغتْ صحيفة نيويورك تايمز في الأول مِن مايو عام 2005 عن سريان تحقيقٍ عسكري عالِ المستوى يُجريه الفريق في سلاح الجو رَندال م. شميدت حول اتهماماتٍ بالإساءة إلى المُحتجزين في غوانتانامو وبحَثَ التحقيق في: «تقارير لعملاء مكتب التحقيقات الفيدرالي الذين قدموا شكاوى بعد أن شَهِدوا تعرض المُحتجزين لعدةٍ أشكالٍ مِن المعاملة القاسية. كَتبَ عملاء مكتب التحقيقات الفيدرالي في مُذكراتٍ ما كان لها أن تُنشرَ علناً أنهم رأوا مُستجوِباتٍ إناث يضغطن بقوةٍ على الأعضاء التناسلية للسجناء الذكور، وأنهم شَهِدوا تعرية المُحتجزين وتقييدهم لأسفل الأرض لساعاتٍ طويلة».
اقترح أعضاء الهيئة العسكرية في 12 يوليو 2005 أن يتولى اللواء جيفري ميلر استجواب محمد القحطاني الذي أُجبِر على ارتداء حمالة صدر والرقص مع رجلٍ آخر وهُدِد بالكلاب. نقَضَ آمر القيادة الجنوبية الأمريكية الجنرال بانتز ج. كرادوك هذا الاقتراح وأحال بالمسألة إلى المُفتش العام للجيش.
قال كبير المُستجوِبين العسكريين في غوانتانامو ورئيس مجموعة الاستخبارات المشتركة بول رستر في مقابلةٍ مع أسوشيتد برس في 14 فبراير 2008 أن مُعظم المعلومات التي جُمِعتْ مِن المُحتجزين جاءت عن طريق الاستجواب غير القسري.

## الشكاوى والتقارير الأولية
كشفَ عملاءٌ في فريق عمل التحقيق الجنائي لموقع MSNBC.com عام 2006 أنهم قدَّموا شكاوى عام 2002 لوزارة الدفاع حول أساليب الاستجواب المُتبعة في معتقل غوانتانامو لكونها غير مجدية ولفشلها في حصدِ معلوماتٍ موثوقةٍ ولأنها غير قانونية. أخذ العملاء شكواهم لرئيس خدمة التحقيق بجرائم البحرية ديفيد برانت لعدم تلقيهم أجوبةً شافيةً مِن القادة العسكريين الذين يُديرون المعتقل وبرانت بدوره أبلغ المستشار العام للبحرية ألبرتو ج. مورا . اعتبر مورا المعاملة التي يُلاقيها السجناء غير قانونية ولذا خاضَ حملةً إلى جانب غيره مِن المحامين والمسؤولين في وزارة الدفاع لإجراءِ تحقيقٍ ولتقديمِ معاييرٍ واضحةٍ تحظر الأساليب القسرية للاستجواب مما دفع رامسفيلد إلى تعليق «أساليب الاستجواب» المستخدمة في غوانتانامو إلى حين توصل «مجموعة العمل» التي تترأسها المستشارة العامة في سلاح الجو ماري والكر إلى تعليمات جديدة.
ارتكزت التعليمات الجديدة لمجموعة العمل على مُذكرةٍ قانونيةٍ مِن مكتب الاستشارة القانونية التابع لوزارة العدل. كتَبَ نائب مساعد وزير العدل جون يو هذه المُذكرة التي ستُعرف لاحقاً باسم «مُذكرة التعذيب» ووقّع عليها مساعد وزير العدل جاي س. بايبي في أغسطس 2002. انقسمَ أعضاءُ «مجموعة العمل» في آراءهم حول التعليمات الجديدة وكان المستشار العام ألبرتو مورا مِن بين أولئك الذين عارضوها كما أنه ناقش المسألة شخصياً مع جون يو لكن التقرير النهائي للمجموعة وُقِّعَ وسُلِّمَ إلى غوانتانامو بدون عِلم مورا وغيره مِمَن عارضوا محتواه.

## المواقف العامة وردود الأفعال
صرّح الرئيس السابق بوش بأن «الولايات المتحدة لا تُمارس التعذيب ومِن المهم أن يفهم الناس حول العالم ذلك» وتبَنتْ إدارته قانون معاملة المُحتجزين لعام 2005 وذلك لمعالجة حالات الإساءة للمُحتجزين غير إن بوش قد أعربَ بوضوح في تصريحٍ بُعَيْد توقيعه لمشروع القانون أنه يحتفظ بحق التخلي عنه إذا ما تبادر له أن الحاجة تتطلب ذلك.
في شهادته أمام لجنة الخدمات المسلحة بمجلس الشيوخ في 17 مارس 2005، وصفَ مدير وكالة الاستخبارات المركزية السابق بورتر جوس الإيهام بالغرق بأنه يقع في منطقة «أساليب الاستجواب المهنية» وميّزه عن التعذيب قائلاً: «إنني أعلمُ جيداً كما أعلنتُ سابقاً أن التعذيب ليس.. ليس فعالاً. إنه ليس استجواباً مهنياً. نحن لا نُمارس التعذيب».
بحسب ما ذكرته صحيفة واشنطن بوست في يناير 2009 فإن المدعية العسكرية سوزان كروفورد كانت قد صرّحتْ في مَعرض حديثها عن استجواب محمد قحطاني: «كانت جميع الأساليب التي استخدموها مُصرحاً بها لكن الطريقة التي جرى بها التطبيق كانت مٌفرِطة في العدائية والتكرار بحيث تجعلك تُفكر في التعذيب وتُفكر في أنها فِعلٌ جسديٌ مريع تم ممارسته ضد فردٍ ما. هذا لم يكن فِعلاً مُحدداً بل مجموعةً مِن الممارسات التي كانت ذات تأثيرٍ طبيٍ عليه وأضرتْ بصحته. إنها ممارساتٌ مُسيئةٌ وقسريةُ لا داعي لها وقد كان ذلك التأثير الطبي هو ما دفعني إلى الحافة [أي لأن تَصِف الممارسات بأنها تعذيب]». قررتْ كروفورد عدم محاكمة القحطاني لأن المعاملة التي تلقاها تقع تحت تعريف التعذيب مما يعني أن الأدلة ضده غير صالحة قانونياً لأنها اُستخرٍجتْ قسراً.
دافعَ الرئيس السابق بوش عن «أساليب الاستجواب المعزز» في سيرته الذاتية وما يزال يُؤكد أنها ليست تعذيباً في حين وصفها كلٌ مِن الرئيس السابق أوباما ووزير العدل السابق هولدر والمدعية العسكرية كروفورد بأنها كذلك كما قررتْ الحكومة البريطانية تنصيف الأساليب على أنها تعذيب. اعتبرَ تقريرٌ لمنظمة حقوق الإنسان أولاً ومنظمة أطباء مِن أجل حقوق الإنسان أن هذه الأساليب تُعد تعذيباً كما أشارتْ المنظمتان إلى تقرير مكتب المفتش العام الأمريكي الذي خَلُصَ إلى أن «أساليب الاستجواب التي على نمط برنامج (SERE) تُعد قسراً وتعذيباً جسدياً أو نفسياً بموجب اتفاقيات جنيف». استنكرَ تقريرٌ للأمم المتحدة إساءة الولايات المتحدة للسجناء بوصفها تعذيباً ولذلك دعا التقرير إلى وقف استخدام المصطلح الأمريكي «أساليب الاستجواب المعزز» كما حذر التقرير ضد السجون السرية ودعا إلى وقف استخدامها مُعتبِراً أن استخدامها يرقى إلى التعذيب.
قال الصحفي في جريدة واشنطن بوست بول كاين عام 2009 أن الصحافة كانت مُترددة في تعريف تلك الأساليب بوصفها تعذيباً لأن التعذيب جريمة ولا أحد مِمًن مارس «الاستجواب المعزز» قد أُدين أو وُجِهتْ إليه تُهمة. تَصِف جريدة النيويورك تايمز الأساليب بأنها «قاسية» و«وحشية» في حين تتجنب استخدام كلمة «تعذيب» في معظم مقالاتها الإخبارية لكن ليس في جميعها رُغم أنها تُعرّف روتينياً «الاستجواب المعزز» على أنه تعذيب في الافتتاحيات أما مجلة Slate فتُسمي «الاستجواب المعزز» بـ «برنامج التعذيب الأمريكي».

قررتْ الإذاعة الوطنية العامة في صيف 2009 حظر استخدام كلمة «تعذيب» مما أثار جدلاً ودافعتْ الإذاعة عن سياستها بالقول أن «وصف الإيهام بالغرق بأنه تعذيب يعني انحيازاً» في حين أشار أستاذ اللغويات في جامعة بركلي جيفري ننبرغ أن جميع وسائل الإعلام حول العالم تَصِف تلك الأساليب بأنها تعذيب فيما عدا ما وصفه «الإعلام الأمريكي الضعيف». قال الكاتب غلين غرينوالد في معرض انتقاده لـ «فساد الصحافة الأمريكية»: 

### مقارنة بأساليب الاستجواب النازية
أشار الكاتب في مجلة ذا أتلانتيك أندرو سوليفان إلى أوجه التشابه بين أسلوبِ استجوابٍ للغيستابو يُدعى Verschärfte Vernehmung وما تُسميه الولايات المتحدة «الاستجواب المعزز» حيث أكدّ الكاتب أن أول استخدامٍ لمصطلحٍ شبيهٍ بـ «الاستجواب المعزز» كان في مُذكرةٍ لرئيس الغيستابو هاينرش مولر عام 1937 حيث استخدم عبارة Verschärfte Vernehmung وتعني بالعربية «استجواب حاد/مكثف» أو «استجواب معزز» وذلك لوصف الخضوع للبرد الشديد والحرمان مِن النوم ووضعيات الضغط والإرهاق المُتعمّد إلى جانبِ أساليبٍ أخرى. ذكر سوليفان أن النرويج حاكمتْ مسؤولين ألمان في عام 1948 على استخدامهم لتلك الأساليب وختمَ سوليفان بقوله: «إن العبارة التي استخدمها الرئيس ليصف التعذيب... – الاستجواب المعزز – هي في الأصل مصطلحٌ صاغه النازيون. لا يُمكن تمييز الأسلوبين عن بعضهما البعض. كانت الأساليب تُعتبر بوضوح جرائمَ حربٍ في عام 1948 وعقوبتها الموت».

## التوثيق

### تقرير لجنة الاستخبارات بمجلس الشيوخ
نشرتْ لجنة الاستخبارات بمجلس الشيوخ في 9 ديسمبر 2014 نحو 525 صفحة مِن تقرير الذي عَقِب تحقيقاً حول برنامج وكالة الاستخبارات المركزية للاحتجاز والاستجواب ورغم أن التقرير يحتوي على النتائج الأساسية والمُلخص التنفيذي غير إن نحو 6000 صفحة مِن التقرير لا تزال سِرّية. خَلُص التقرير إلى أن التعذيب كان أكثر شراسةً وانتشاراً مما ادعته وكالة الاستخبارات المركزية كما ذكر التقرير أن مسؤولي الوكالة خدعوا المسؤولين في البيت الأبيض وأعضاء الكونغرس وقاموا بتضليلهم حول كيفية إدارة «الاستجواب» وما حققه.
نصّ المُلخص التنفيذي على 20 نتيجةً رئيسية هي:
1. لم يكن استخدام وكالة الاستخبارات المركزية لـ «أساليب الاستجواب المعزز» وسيلةً فعّالةً للتحصل على معلوماتٍ استخباريةٍ أو لكسب التعاون مِن المُحتجزين.
2. استندَ تبرير وكالة الاستخبارات المركزية لاستخدام «أساليب الاستجواب المعزز» على ادعاءاتٍ خاطئةٍ بفعّاليتها.
3. كان «استجواب» المُحتجزين لدى وكالة الاستخبارات المركزية أقسى وأسوأ بكثير مِمَا صرّحتْ به الوكالة لصُنّاع القرار وآخرين.
4. كانت ظروف احتجاز المُعتقلين لدى وكالة الاستخبارات المركزية أقسى مِمَا صرّحتْ به الوكالة لصُنّاع القرار وآخرين.
5. قامتْ وكالة الاستخبارات المركزية تكراراً بتقديم معلوماتٍ خاطئةٍ لوزارة العدل مِمَا عرقل إجراء تحليلٍ قانونيٍ مناسب لبرنامج الوكالة.
6. تعمدتْ وكالة الاستخبارات المركزية تجنب وعرقلة إشراف الكونغرس على برنامج.
7. أعاقتْ وكالة الاستخبارات المركزية إشراف البيت الأبيض على البرنامج بشكلٍ فعّال.
8. عقّدتْ إدارة برنامج وكالة الاستخبارات المركزية المهام الأمنية لغيرها مِن وكالات الجهاز التنفيذي كما تسببتْ في عرقلة تلك المهام في بعض الحالات.
9. أعاقتْ وكالة الاستخبارات المركزية إشراف مكتب المفتش العام للوكالة على البرنامج.
10. نسقّتْ وكالة الاستخبارات المركزية نشر معلوماتٍ سرية للإعلام بما فيها معلومات خاطئة تتعلق بفعّالية البرنامج.
11. لم تكن وكالة الاستخبارات المركزية مُتجهزةً لإدارة برنامجها حيث بدأتْ العمل به بعد أكثر مِن ستة أشهر مِن منحها صلاحيات الاحتجاز.
12. كان الخلل يشوب إدارة اوكالة الاستخبارات المركزية للبرنامج وتطبيقها له وذلك طوال فترة البرنامج خصوصاً في عاميّ 2002 و2003.
13. تعاقدتْ وكالة الاستخبارات المركزية مع طبيبيْن نفسييْن لتصميم البرنامج وقد لَعِبا دوراً رئيسياً في تطبيقه وتقييمه وإدارته.
14. تعرّض المُحتجزون لدى وكالة الاستخبارات المركزية لـ «أساليب استجواب» قسرية لم تُوافق عليها وزارة العدل.
15. لم تقم وكالة الاستخبارات المركزية بإحصاءٍ شاملٍ ودقيق لعدد الأفراد الذين اعتقلتهم كما احتجزت الوكالة أفراداً بالرغم مِن عدم مُطابقتِهم للمعايير القانونية للاحتجاز. كانت ادعاءات الوكالة حول أعداد المُحتجزين ومَن تعرّض مِنهم لـ «أساليب الاستجواب المعزز» خاطئة.
16. فشلِت وكالة الاستخبارات المركزية في تقييم فعّالية «أساليب الاستجواب المعزز» كما ينبغي.
17. نادراً ما عاقبتْ وكالة الاستخبارات المركزية مُوَظفيها أو حمّلتهم المسؤولية تجاه الانتهاكات الخطيرة أو الممارسات غير الملائمة أو حتى جراء الإخفاقات الإدارية سواء كانت مُمنهجةً أو فرديةً.
18. تجاهلتْ وكالة الاستخبارات المركزية وهمّشتْ المناقشات والانتقادات والاعتراضات الداخلية حول إدارة وتطبيق برنامجها.
19. لم يكن برنامج وكالة الاستخبارات المركزية مُستداماً أساساً وقد انتهى عملياً عام 2006 نظراً للتسريبات الصحفية غير المصرّح بها وتضاءل التعاون مِن الدول الأخرى والمخاوف القانونية.
20. أضرّ برنامج وكالة الاستخبارات المركزية بمكانة الولايات المتحدة في العالم وتسبب في خسائر مادية وغير مادية بليغة.

بحث تقرير مجلس الشيوخ بالتفصيل ما إذ كان التعذيب قد أدى للحصول على معلوماتٍ ساعدت في تحديد مكان أسامة بن لادن فخَلُص التقرير إلى أن التعذيب لم يكن مساعداً وأن الوكالة ضللتْ القادة السياسيين والناس عمداً بادعائها أنه كان كذلك.
عارض جورج تينيت وبورتر جوس ومايكل هايدن تقرير مجلس الشيوخ، حيث إن هؤلاء هم مُدراء وكالة الاستخبارات المركزية الذين أشرفوا على البرنامج كُلٌ خلال فترة توليه للمنصب، ووصفوا التقرير بأنه مُتحيّز وردئ التنفيذ في حين أصرّوا على أن بعض المعلومات التي نتجت مِن التعذيب كانت مفيدة، حيث كَتَبَ الثلاثة في مقالٍ مشتركٍ بصحيفة وال ستريت جورنال أن «المعلومات التي قدّمها كامل مجموع المُحتجزين في عُهدة وكالة الاستخبارات المركزية» هي ما قاد الوكالة لتحديد مكان بن لادن وأن «ظروف الاستجواب المعزز» اُستخدِمتْ لأجل «أسبابٍ أمنية وغيرها مِن الأسباب المشروعة كخلقٍ بيئةٍ تُفضي إلى تحويل الأسرى الإرهابيين المتمردين إلى مُحتجزين مُتعاونين في الاستجواب».
استشهد السيناتور جون ماكين بمدير وكالة الاستخبارات المركزية في عهد أوباما ليون بانيتا قائلاً بأن التعذيب لم يُنتِج معلوماتٍ مفيدةٍ في ملاحقة بن لادن وأن المعلومات التي أفادتْ في ذلك قد جرى التحصل عليها عبر «الأساليب المعتمدة واللاقسرية». كَتَبَ بانيتا في عام 2014 مُوضِحاً موقفه حيث قال أن التعذيب أنتج بعض المعلومات المفيدة غير إن تلك المعلومات لم تكن تستحق الثمن المُكبَّد مِن أجلها كما قال أنه يرفض أن تعود الولايات المتحدة لمثل تلك الممارسات. قال جون برينان الذي ترأس وكالة الاستخبارات المركزية في عهد أوباما أيضاً أنه مِن غير المعروف ما إذ كان التعذيب قد ساعد أو أعاق تحصيل المعلومات الاستخبارية المفيدة. قال السكرتير الصحفي للبيت الأبيض آنذاك جوش إرنست أنه سواء ساعد التعذيب في العثور على بن لادن أم لا فإن الرئيس أوباما يرى أن «استخدام هذه الأساليب لم يكن يستحق ذلك بسبب الأذى الذي لَحِق بقِيَمنا الوطنية وجوهر ما نؤمن به بوصفنا أمريكيين» وعلى نحوٍ مماثل اتفق السيناتور ماكين مع تصريحات السيناتور ديان فاينستاين في مجلس الشيوخ بأن التعذيب «لطّخ شرفنا القومي» وأنه تسبب في «الكثير مِن الأذى والقليل مِن الفائدة العملية».

#### تقييم الوكالة لفعّالية الأساليب
قدّمتْ وكالة الاستخبارات المركزية مُلخصاً بالمعلومات الاستخبارية الأساسية التي – بحسب سِجلّاتهم - جرى التحّصل عليها عن طريق التعذيب وذلك بناءً على طلبٍ مِن مستشارة الأمن القومي في عهد أوباما سوزان رايس عام 2015. نصّ المُلخص على استخباراتٍ تتعلق بالقضايا التالية: مخطط كراتشي، مخطط هيثرو، «موجة الإرهاب الثانية»، عيسى الهندي، أبو طلحة الباكستاني، اعتقال الحنبلي، جعفر الطيار، صاحب الحذاء الناسف. خلُصتْ وكالة الاستخبارات المركزية التعذيب كان فعّالاً في تزويدها بالاستخبارات وأنه كان سبباً رئيسياً لفشل القاعدة في شن هجومٍ بحجم هجمات 11 سبتمبر 2001 في الغرب.

### إتلاف أشرطة الفيديو
أتلفتْ وكالة الاستخبارات المركزية في 9 نوفمبر 2005 أشرطة فيديو تُظهِر استجواب بعض السجناء مِن بينهم عضوَيّ القاعدة المُشتبهيْن أبو زبيدة وعبد الرحيم النشيري وذلك في سجنٍ سرّيٍ تابعٍ للوكالة عام 2002. سُجِل تسعون شريطاً لاستجواب أبو زبيدة وسُجِل شريطان لاستجواب النشيري ويُظهِر اثني عشر شريطاً مِن تلك استخدام التعذيب. باتَ معروفاً للعلن في ديسمبر 2007 أن وكالة الاستخبارات المركزية أتلفتْ العديد مِن أشرطة الفيديو التي سُجِل فيها استجواب السجناء وكشَفتْ وثائقٌ نُشِرتْ في عام 2010 أن رئيس إدارة العمليات في الوكالة خوسيه رودريغز جونيور هو مَن أمر بإتلاف الأشرطة لاعتقاده بأنها ستكون «مُدَمِرة لوكالة الاستخبارات المركزية» وأن «الغضب مِن تدميرها لا يُعد شيئاً بالمقارنةِ بما سيكون إذا ما وصلتْ الأشرطة للمِلك العام». أعقب الكشف عن إتلاف الأشرطة تحقيقٌ جنائي بقيادة المدعي الخاص بوزارة العدل جون دورهام الذي قرر عام 2010 ألا يُوجه أي تهمٍ جنائية تتعلق بإتلاف الأشرطة.

### تقرير اللجنة الدولية للصليب الأحمر
زارتْ اللجنة الدولية للصليب الأحمر سجناءً مُحتجزين في سجونٍ تابعةٍ لوكالة الاستخبارات المركزية وكذلك الذين تحتجزهم دولٌ أخرى ضِمن برنامج وكالة الاستخبارات المركزية للتسليم الاستثنائي وأعّدتْ اللجنة في 14 فبراير 2007 تقريراً بعنوان: تقرير عن معاملة الأربع عشرة مُحتجزاً «عالي القيمة» في عُهدة وكالة الاستخبارات المركزية. كان التقرير مُصنفاً سرّياً لأن اللجنة مُنِحتْ حق الولوج للسجون شريطةَ أن تُخبِر فقط الحكومات المُضيفة بنتائجها غير إن الصحفي الأمريكي مارك دانر قام في 15 مارس 2009 بكِتابة مقالٍ في نيويورك ريفيو أوف بوكس يصِف ويُعلق فيه على محتويات تقرير اللجنة مما دفعها إلى نشر التقرير كاملاً في 8 أبريل 2009. التقرير عبارة عن سِجل مقابلات أُجرِيّتْ مع المُحتجزين في السجون السرّية في فترة ما بين 6 و11 أكتوبر 2006 وما بين 4 و14 ديسمبر 2006 بعد نقلِهم لغوانتانامو ومِن بين الذين أُجرِيّتْ معهم المقابلات هُم أبو زبيدة ووليد بن عطاش وخالد شيخ محمد.
مِن بين أساليب التعذيب التي ذكرها تقرير اللجنة هي:
1. الإيهام بالغرق، حيث يُصب الماء على قطعة قماشٍ تُغطي الأنف والفم.
2. وضعيات ضغطٍ مُطوَلة يقف فيها المُحتجز عارياً وذراعاه مَمدُودتان ومُكبلتان فوق الرأس.
3. الضرب باستخدام طوقٍ يُوضع حول عُنق المُحتجز ويُستخدم ليُضَرب الرأس والجسم بالحائط بقوة.
4. الضرب والركل حيث يُركل الوجه والجسم ويُلكمان ويُصفعان.
5. الحبس في صندوقٍ للحد مِن الحركة.
6. التعرية القسرية المُطوَلة، حيث تدوم هذه التعرية القسرية لفتراتٍ تتراوح ما بين عدة أسابيع إلى عدة أشهر.
7. الحرمان مِن النوم عبر استخدام وضعيات الضغط القسرية (وقوفاً أو جلوساً) وعبر استخدام الماء البارد واستخدام ضجيجٍ صاخبٍ أو موسيقى صاخبة.
8. تعريض المُحتجزين للبرودة الشديدة مِن خلال تبريد الزنزانات وغرف الاستجواب أو سَكْب الماء البارد على الجسم.
9. تكبيل اليدين و/أو القدمين مُطوَلاً.
10. الحرمان أو الحد مِن توفير الطعام الصلب بعد الاعتقال لما بين ثلاثة أيام أو شهر.
11. تهديدات بإيذاء المُحتجز و/أو عائلته.
12. الحلاقة القسرية للرأس واللحية.

بحسب تقرير اللجنة الدولية للصليب الأحمر فإن «في كثير مِن الحالات تُعد المعاملة المسيئة التي تعرّض لها المُحتجزون في برنامج وكالة الاستخبارات المركزية تعذيباً سواء تعرضوا لها فردياً أو جماعياً، وبالإضافة، تُعد أشكالٌ أخرى مِن المعاملة المسيئة معاملةً قاسيةً ومهينةً وغير إنسانية سواء حدثتْ فردياً أو جماعياً».
نشرتْ وكالة الاستخبارات المركزية في 10 يونيو 2016 نسخةً مُنقّحةً جداً مِن لقاءها بلجنة الصليب الأحمر في 8 نوفمبر 2006 وبحسب الوكالة فإن اللجنة قد وَجدتْ شهادات وقِصص المُحتجزين عن التعذيب «موثوقةً إلى حدٍ كبير على اعتبار أن القصة التي رواها كُل مُحتجز عن نقله ومعاملته وظروف احتجازه كانت مُتسقة بشكلٍ أساسي بالرغم مِن أنهم كانوا دونما اتصالٍ مع بعضهم طوال فترة احتجازنا [وكالة الاستخبارات المركزية] لهم».

### تقرير لجنة الخدمات المسلحة بمجلس الشيوخ
نُشِر تقريرٌ ثنائي الحزب للجنة الخدمات المسلحة بمجلس الشيوخ جُزئياً في ديسمبر 2008 وكاملاً في أبريل 2009 وخَلُص إلى أن التفويض القانوني لاستخدام «أساليب الاستجواب المعزز» قد قاد مباشرةً إلى إيذاء ومقتل سجناءٍ في المنشآت العسكرية الأمريكية في أبي غريب وبغرام وأماكن أخرى. بحسب التقرير فإن بعض الأساليب المصرّح بها مثل «استخدام وضعيات الضغط والحرمان مِن النوم مدموجةً بغيرها مِن أشكال المعاملة المسيئة» قد تسببتْ أو كانت عوامل مساهمة بشكل مباشر في العديد مِن حالات السجناء الذين «عُذِبوا حتى الموت». ذكر التقرير أيضاً أن الإيذاء المصرّح قد فتح المجال لإيذاءٍ غير مصرّح وذلك عبر خلق مناخٍ قانونيٍ وأخلاقيٍ يُشجع على المعاملة غير الإنسانية كما ذكر أن المُذكرات القانونية التي بررتْ «الاستجواب المعزز» قامتْ بـ «إعادة تعريف التعذيب» و«شوَهتْ المعنى والمقصد مِن قوانين مناهضة التعذيب» كما «سوَغتْ إيذاء المُحتجزين» وحمَلَتْ رسالة مفادها أن «الإهانة والضغط الجسدي هما معاملة ملائمة» وتَبِع إصدار تلك المذكرات «تآكلٌ للمعايير التي تقضي بأن يُعامَل المُحتجزون بإنسانية». اتهم التقرير وزير الدفاع رامسفيلد ونائبيه بأنهم مسؤولون بشكلٍ مباشر عما حدث بوصفهم «المصوّغين والمُروّجين الأساسين لسياسات الاستجواب القاسي التي أخزت وطننا وقوّضت أمن الولايات المتحدة».

## تحقيق ومُطالبات بالمحاكمة

### طلب تعيين مدعٍ خاص
طلبَ ستة وخمسون مِن أعضاء مجلس النواب الديمقراطيين إجراء تحقيقٍ مُستقلٍ مما زاد احتمال أن يُشكّل التفويض لاستخدام هذه الأساليب جريمةً مِن قِبل مسؤولين في إدارة بوش أما أعضاء الكونغرس الذين طالبوا بفتح هكذا تحقيق هم جون كونيرز وجان شايكوسكي وجرولد نادلر. كتبَ هؤلاء رسالةً مُوجهةً لوزير العدل آنذاك مايكل موكاسي جاء فيها: «تُشير المعلومات إلى أن إدارة بوش قد نفَذَتْ بشكلٍ منهجي، مِن كِبار الإدارة إلى أصغرهم، سياساتٍ لاستجواب المُحتجزين تُشكِل تعذيباً أو تنتهك القانون» وتابعتْ الرسالة: «ولأن ’أساليب الاستجواب المعزز‘ هذه اُستخدِمتْ تحت غطاء الآراء القانونية لوزارة العدل، فإن الحاجة إلى مدعٍ خاصٍ خارجي واضحةٌ».
بحسب صحيفة واشنطن بوست فإن الطلب قد رُفِض لأن وزير العدل مايكل موكاسي شعر بأن "المسؤولين تصرفوا "بحسن نية" عندما سعوا للحصول على آراءٍ قانونية، وأن المحامين الذين قدموها لهم استخدموا أفضل حُكمٍ لهم"، وبحسب المقال فإن موكاسي "حذر مِن أن "تجريم العملية" يُمكن أن "يُؤذي أمننا القومي في المستقبل".
أكدّ رئيس لجنة الخدمات المسلحة السيناتور كارل لِفين على أهمية التحقيق الجنائي بعد أن اعترف تشيني بمشاركته في تفويض هذه الأساليب: «يجب تعيين مدعٍ عام للنظر في اتهاماتٍ جنائية ضد كِبار المسؤولين في البنتاغون وغيرهم مِن المشاركين في التخطيط».

### اتفاقية الأمم المتحدة لمناهضة التعذيب
كانت وسائل الإعلام في الدول الأخرى ترتئي قبل نهاية ولاية بوش الثانية أن الولايات المتحدة مُلْزمة بمحاسبة المسؤولين عن التعذيب بما يقتضيه القانون الجنائي وذلك بموجب اتفاقية الأمم المتحدة لمناهضة التعذيب.
قال مقرر الأمم المتحدة المعني بالتعذيب وغيره مِن ضروب المعاملة أو العقوبة القاسية أو اللاإنسانية أو المهينة البروفيسور مانفريد نواك في 20 يناير 2009 أن جورج دبليو بوش قد فقد الحصانة الرئاسية بعد تنصيب باراك أوباما رئيساً جديداً وبناءً على ذلك فإن الولايات المتحدة مُكلَفة الآن ببدء إجراءاتٍ جنائيةٍ ضد جميع المتورطين في هذه الانتهاكات لاتفاقية الأمم المتحدة لمناهضة التعذيب. شرح أستاذ القانون ديتمار هيرز تعليقات نواك قائلاً إن بوش مسؤولٌ جنائياً عن تبني التعذيب أداةً للاستجواب بموجب القانون الأمريكي والقانون الدولي.

### قضية بنيام محمد
حكمتْ المحكمة العليا في إنجلترا وويلز في 4 فبراير 2009 بأنه لا يُمكن الكشف عن أدلةٍ تعذيبٍ مُحتملٍ في قضية بنيام محمد وهو مواطنٌ بريطاني مِن أصلٍ إثيوبي كان مُحتجزاً في خليج غوانتانامو حتى عام 2009 وذلك «نتيجةً لتصريحٍ أدلى به وزير الخارجية ديفيد ميليباند قال فيها أنه إذا كُشِفَ عن الأدلة فإن الولايات المتحدة ستتوقف عن تبادل الاستخبارات مع بريطانيا، وقال ميليباند إن ذلك سيُهدد بشكلٍ مباشر الأمن القومي البريطاني».
قال القُضاة إنه «مِن الصعب تصور» الأساس المنطقي لاعتراضات الولايات المتحدة على الإفراج عن المعلومات لكونها لم تتضمن «أي كشفٍ عن مسائل استخبارية حساسة» وأضاف القُضاة: «نحن لم نحسب أن تتوقع دولة ديمقراطية تحكمها سيادة القانون مِن محكمة في دولة ديمقراطية أخرى أن تُلغي مُلخصاً للأدلة الواردة في تقارير مسؤوليها».
قال عضو البرلمان عن حزب المحافظين ووزير الداخلية السابق في حكومة الظل ديفيد ديفيس في معرض تعليقه على الحُكم: «يعني ذلك الحُكم ضِمناً أن التعذيب قد وقَع في قضية [بنيام] محمد، وأن الوكالات البريطانية ربما تكون مُتواطئة، وعلاوةً على ذلك فإن حكومة الولايات المتحدة قد هددتْ المحكمة العليا لدينا بأنه إذا ما نُشِرتْ هذه المعلومات فسوف تقوم الحكومة الأمريكية بسحب تعاونها الاستخباراتي مع المملكة المتحدة».
صرّح قُضاة المحكمة العليا في عام 2009 عن بدء التحقيق الجنائي للمدعي العام البريطاني حول التعذيب كما حكمتْ محكمة الاستئناف في المملكة المتحدة في فبراير 2010 بوجوب نشر المواد التي يحتفظ بها وزير الخارجية وخلُصَ القُضاة أيضاً إلى أن بنيام محمد تعرّض لـ «معاملةٍ ومهينةٍ ولا إنسانية مِن قِبل سُلطات الولايات المتحدة وأن المخابرات البريطانية كانت تعلَم أن بنيام محمد تعرّض للتعذيب مِن قِبل وكالة الاستخبارات المركزية».

## المشروعية
برَزتْ مُناقشاتٌ حول قانونية الأساليب بعد الكشف عن استخدامها وتناولتْ بعض تِلك المُناقشات ما إذ كانت تلك الأساليب تنتهك القانون الأمريكي أو الدولي.

### الحكومة الأمريكية

#### مذكرات التعذيب

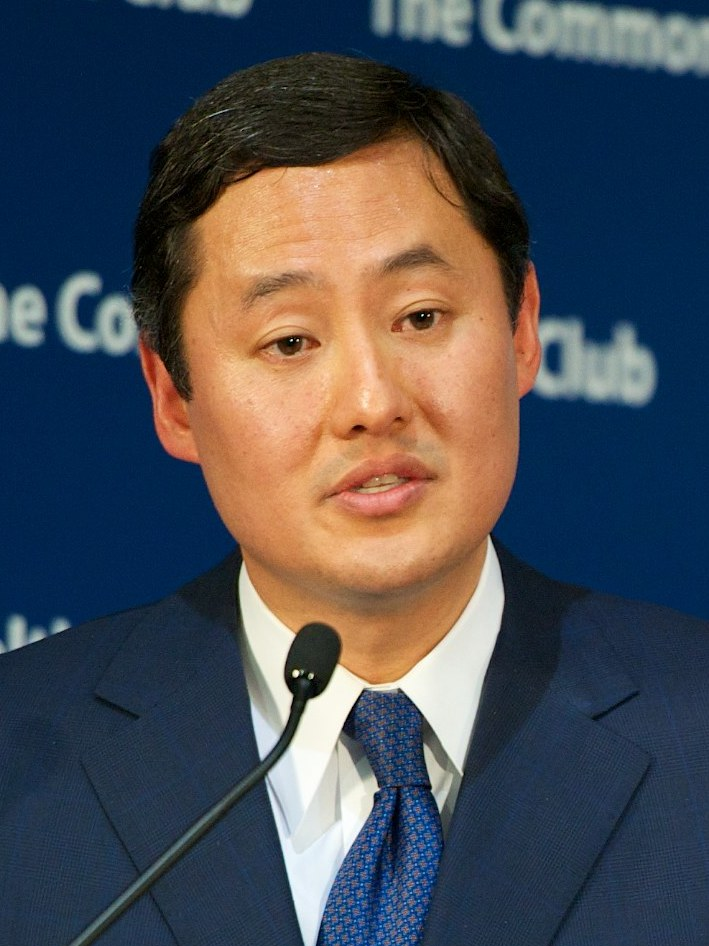
جون يو، مؤلِف "مذكرات التعذيب".

كَتَبَ عضو مكتب الاستشارة القانونية جون يو عَقِب هجمات الحادي عشر مِن سبتمبر العديد مِن المُذكرات التي تُحلل شرعية شتى «أساليب الاستجواب». تُؤيد هذه المُذكرات – التي تُعرف اليوم بمذكرات التعذيب – استخدام «أساليب الاستجواب المعزز» في حين تُشير إلى أن تجنب اتفاقيات جنيف مِن شأنه أن يُقلِل مِن إمكانية المقاضاة عن الإجراءات المُتخذة في الحرب على الإرهاب كما قدَمتْ المُذكرات تعريفاً جديداً للتعذيب حيث إن مُعظم الممارسات التي تندرج ضِمن التعريف الدولي للتعريف لا تندرج ضِمن هذا التعريف الجديد الذي روّجتْ له الولايات المتحدة.
أخبرتْ إدارة بوش وكالة الاستخبارات المركزية في عام 2002 أن مُحققيها العاملين في الخارج لن ينتهكوا بهذه الأساليب الحظر الأمريكي ضد التعذيب ما لم «تكن لديهم نيةٌ مُحددةٌ لإلحاق الألم الشديد أو المعاناة» وذلك وِفقاً لمُذكرة وزارة العدل الأمريكية السرّية التي صدرتْ في 24 يوليو 2008 وتُضيف المُذكرة أن «حسن النية» و«الاعتقاد الصادق» يحميان المُحقق أو المُستجوِب. برر مساعد وزير العدل جاي بايبي ذلك بأن «النية المُحددة هي عنصر مِن عناصر الجريمة وغياب النية المُحددة ينفي تهمة التعذيب» وذلك في مُذكرةٍ مُنقحةٍ مؤرخةٍ في 1 أغسطس 2002 ومُوجهةٍ إلى القائم بأعمال المستشار العام لوكالة الاستخبارات المركزية جون أ.ريزو. نصّتْ مُذكرةٌ أخرى صدرتْ في نفس التاريخ على أن «الإيهام بالغرق لا ينتهك قانون التعذيب» كما أشارتْ إلى عدة تحذيراتٍ ضد التعذيب بما في ذلك تصريحات للرئيس بوش وُحكم المحكمة العليا الجديد آنذاك غير إن الُمذكرة وردتْ أيضاً أن حُكم المحكمة العليا «يُثير مخاوف محتملة حول مراجعةٍ قضائيةٍ مستقبليةٍ للبرنامج [الاستجواب]». جاء في مُذكرةٍ أخرى بتاريخ 28 يناير 2003 توجيه المُحققين والمُستجوِبين بالاحتفاظ بسِجلات الجلسات التي يُستخدم فيها «اساليب الاستجواب المعزز» وقد وقّع على هذه المُذكرة مدير السي أي إيه جورج تينيت.
كان الاتحاد الأمريكي للحريات المدنية هو مَن كشف المُذكرات الثلاث للعلن حيث تحصّل عليها بموجب قانون حرية المعلومات الأمريكي وهذه المُذكرات الثلاث هي مِن بين 140,000 وثيقة سرية جمعها الاتحاد الأمريكي للحريات المدنية مِن وزارة الدفاع ووزارة العدل ووكالة الاستخبارات المركزية حيث تُقدم هذه الوثائق تفاصيلاً عن معاملة السجناء المُحتجزين في عهدة الولايات المتحدة في ظل الحرب على الإرهاب.
كشفتْ إدارة أوباما في 16 أبريل 2009 عن عِدة مُذكراتٍ للعلن مِن بينها نسخة أقل تنقيحاً مِن مُذكرة الأول مِن أغسطس 2002 التي وقّعها مساعد وزير العدل جاي بايبي إلى جانب أربع مُذكراتٍ أخرى مِن عام 2005 مُوجهةٍ لوكالة الاستخبارات المركزية ومُوقّعةٍ مِن نائب مساعد وزير العدل ستيفن ج. برادبري حيث جاء فيها تحليلٌ لقانونية مختلف «أساليب الاستجواب» بما في ذلك الإيهام بالغرق.
في أعقاب الإفراج عن وثائق وكالة الاستخبارات المركزية، قال المحامي السابق في وزارة الخارجية ومستشار وزيرة الخارجية آنذاك كونداليزا رايس، فيليب زيليكو، أنه كَتَبَ في عام 2005 مُذكرةً قانونيةً تعترض على التعذيب وجادل فيها أنه مِن غير المُرجح أن توافق أي محكمة فدرالية على أن «أساليب الاستجواب» تتماشى مع الدستور كما ادّعى أيضاً أن إدارة بوش أمرتْ بجمع وتدمير جميع نسخ مُذكرته القانونية.

#### مذكرات لاحقة

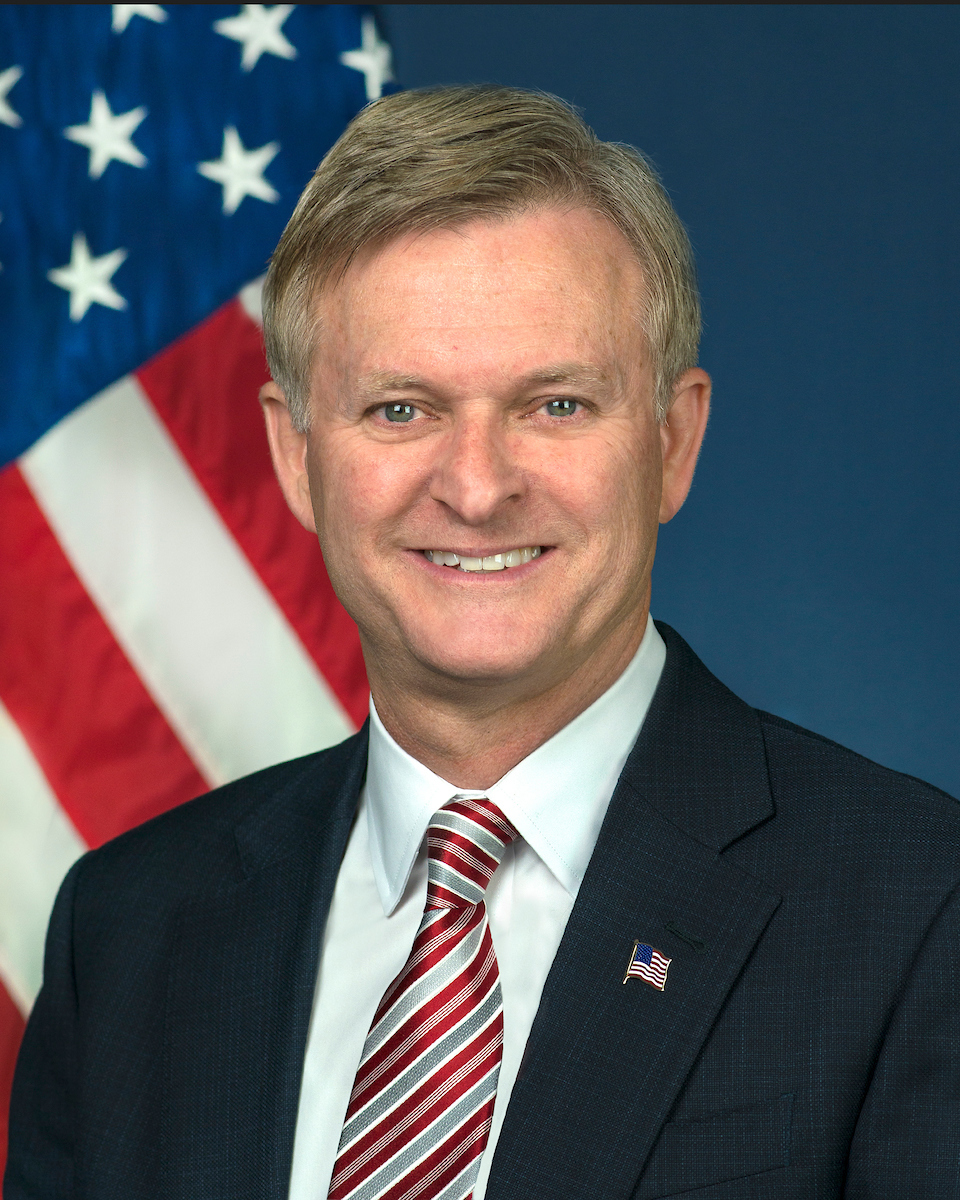
نائب مساعد وزير العدل ستيفن ج. برادبري

كشفتْ إدارة أوباما علناً في 16 أبريل 2009 عن عِدة مُذكراتٍ كَتَبَها برادبري استجابةً لمطالب وكالة الاستخبارات المركزية في مايو 2005 حيث أكد فيها أن ما يُسمى بـ «أساليب الاستجواب المعزز» لا تُشكّل تعذيباً بما فيها الإيهام بالغرق والتحويط ووضعيات الضغط والضرب والتعرّض لدرجات حرارة شديدة والتغطيس في الماء البارد والحرمان من النوم لمدة تصل إلى 180 ساعة (7 أيام) حتى وإن كان بشكلٍ متواصلٍ. بحسب هذه المُذكرات فإن ممارسات وكالة الاستخبارات المركزية تُعد قانونية إذا ما طُبِقتْ وِفقاً للشروط والقيود والضمانات المحددة بما في ذلك تِلك المنصوص عليها في إجراءات الاستجواب الخاصة بالوكالة. وصف الديمقراطيون مذكرات برادبري بأنها محاولة لتفادي قوانين مكافحة التعذيب وهدم الرأي القانوني الذي أصدرته وزارة العدل في عام 2004 عن التعذيب.
قام برادبري بكتابة مُذكرةٍ إضافيةٍ بتاريخ يوليو 2007 تسعى إلى التوفيق بين «أساليب الاستجواب» وتطوراتٍ جديدةٍ مِن بينها تشريعات مُتداخلة مثل قانون اللجان العسكرية لعام 2006 وقانون معاملة المُحتجزين الصادر في ديسمبر 2005 لذا رداً على هذه التشريعات وغيرها قدمتْ مُذكرة 2007 تفويضاً قانونياً وموافقةً مِن مكتب الاستشارة القانونية على مجموعةٍ محدودةٍ مِن الأساليب لاستخدامها عند استجواب مُحتجزين ذوي قيمةٍ عالية. شمِلتْ هذه الموافقة سِتَ أساليبٍ مُدرجةٍ بما فيها الحرمان المؤقت مِن الطعام (ما لا يقل عن 1000 سعرة حرارية في اليوم) والحرمان مِن النوم مِن خلال إجبارهم على البقاء على «وضعيةٍ وقوفٍ تصل في مدتها إلى أربع أيام» والعديد مِن أنواع الضرب الجسدي.
قال مدعٍ عام سابق في غوانتانامو أن الأثر التراكمي لمُذكرات إدارة بوش القانونية والإعفاء مِن المقاضاة هو إنشاء منطقة «فراغ قانوني» يستخدم مِن خلالها الجيش التعذيب دونما محاسبة.

### هيئات قانونية دولية
أصدرتْ «لجنة مناهضة التعذيب» التابعة لأمم المتحدة تقريراً في 19 مايو 2006 يدعو الولايات المتحدة إلى التوقف عن احتجاز وتعذيب وإساءة معاملة مَن يُشتبه في أنهم إرهابيون لأن هذه الممارسات غير قانونية بموجب القانون الدولي.
أدانتْ المحكمة الأوروبية لحقوق الإنسان حكومة بولندا لمشاركتها وكالة الاستخبارات المركزية في تسليمٍ استثنائيٍ إلى موقعٍ أسودٍ على أراضيها حيث اُستخدِم فيه «الاستجواب المعزز» والذي سمّته المحكمة «تعذيباً ومعاملةً لا إنسانية ومهينة» كما أمرتْ المحكمة بولندا بدفعِ تعويضاتٍ للرجال الذين تعرضوا للتعذيب هناك.

### منظمات حقوق الإنسان
أفاد تقريرٌ مُشتركٌ لمنظمة حقوق الإنسان أولاً ومنظمة أطباء مِن أجل حقوق الإنسان أن هذه الأساليب تُشكّل تعذيباً حيث جاء في بيانهم الصحفي: «يُرجح التقرير في ختامه أن تُشكّل كلٌ مِن الأساليب العشرة انتهاكاً لقوانين الولايات المتحدة بما في ذلك قانون جرائم الحرب وقانون التعذيب وقانون معاملة المحتجزين لعام 2005».
عَقَدتْ منظمة Constitution Project فحصاً لبرامج الاستجواب والاحتجاز في السنوات التي أعقبتْ هجمات 11 سبتمبر 2001 وخلُصتْ في عام 2013 إلى أن «قيام الولايات المتحدة بممارسة التعذيب» هي حقيقة «غير قابلة للجدل» وأن كِبار المسؤولين في الدولة يتحملون المسؤولية المُطلقة عن ذلك.

## حظر «أساليب الاستجواب»
في 14 ديسمبر 2005 تم تمرير قانون معاملة المعتقلين وحظر «المعاملة أو العقوبة القاسية أو اللاإنسانية أو المهينة» كما وافق مجلس الشيوخ الأمريكي بـ 51 إلى 45 صوتاً على مشروع قانون يُجيز فقط «أساليب الاستجواب التي أَذِن بها بوضوح الدليل الميداني للجيش لعام 2006». بحسب صحيفة الواشنطن بوست: «من شأن هذا الإجراء أن يحظر بفعالية استخدام درجات الحرارة الشديدة والإيهام بالغرق وغير ذلك من الأساليب القاسية التي استخدمتها السي أي إيه على سجناء القاعدة بعد هجمات 11 سبتمبر 2001». قال الرئيس جورج دبليو بوش في مقابلة مع بي بي سي إنه سيستخدم حق النقض (الفيتو) ضد ذلك القانون بعد أن وقّعَ مُسبقاً أمراً تنفيذياً يسمح باستخدام «أساليب الاستجواب المعزز» وقد يُعفي وكالة الاستخبارات المركزية من المادة الثالثة المشتركة من اتفاقيات جنيف. صوّت بوش ضد مشروع القانون في 8 مارس 2008 وبرر ذلك بقوله «لأن الخطر لا يزال قائماً، فإننا نحتاج إلى التأكد من أن مسؤولي استخباراتنا لديهم كل الأدوات التي يحتاجونها لإيقاف الإرهابيين». وصف السناتور إدوارد كينيدي فيتو بوش بأنه «واحد من أكثر أعمال رئاسته خزياً» وقال «ما لم يتجاوز الكونغرس حق النقض فسوف يدخل في التاريخ على أنه إهانة صارخة لسيادة القانون ووصمة عار خطيرة على سمعة أمريكا الجيدة في أعين العالم.»
بحسب الصحفية جاين ماير فقد اجتمع خلال الفترة الانتقالية للرئيس المنتخب أوباما مستشاروه القانونيون ومستشارو الأمن القومي والاستخبارات في مقر وكالة الاستخبارات المركزية في مدينة لانغلي بولاية فيرجينيا لمناقشة «ما إذا كان الحظر المفروض على ممارسات الاستجواب الوحشية سيضر بقدرتهم على جمع المعلومات الاستخبارية» وأضافت ماير: «كان هناك إجماع بين مستشاري أوباما... أن تغيير الممارسات لن يؤثر بأي شكلٍ ما على جمع المعلومات الاستخبارية». وقّع الرئيس أوباما في 22 يناير 2009 على الأمر التنفيذي رقم 13491 الذي يفرض على وكالة الاستخبارات المركزية استخدام وسائل الاستجواب التسعة عشر المحددة في الدليل الميداني للجيش.

## المحاكمة
ينص القانون الأمريكي والقانون الدولي على جواز مقاضاة المحكمة الدولية لمسؤولي الدولة عن التعذيب في حال رفض الدولة أو عدم قدرتها على ذلك.
دعا مقرر الأمم المتحدة المعني بالتعذيب ومنظمة هيومن رايتس ووتش وأستاذة قانون أمريكيون إلى مقاضاة مسؤولي إدارة بوش الذين أمروا بالتعذيب وتآمروا لتوفير غطاءٍ قانونيٍ له إلى جانب موظفي وزارة الدفاع ووكالة الاستخبارات المركزية والمُتعاقدين الذين نفذوا ذلك. قال المحامي السابق في إدارة بوش جون يو أن ضباط وكالة الاستخبارات المركزية يواجهون خطر المقاضاة عن الممارسات التي خرجت عن إطار ما أذنت به وزارة العدل على وجه التحديد. تمت محاكمة اثني عشر من أفراد وزارة الدفاع الأدنى رتبة عن انتهاكاتهم في أبي غريب كما تمت مقاضاة مُتعاقد تابع لوكالة الاستخبارات المركزية بتهمة الاعتداء لقيامه بضرب سجين حتى الموت في أفغانستان ومع ذلك فإنه من غير المحتمل أن يُحاكمَ كبار المسؤولين محلياً أو دولياً.

### رفض المحاكمة الأمريكية
رفض الرئيس السابق أوباما محاكمة مسؤولي إدارة بوش رغم إدانته للتعذيب ووِفقاً لما قاله دين كريستوفر إدلي جونيور الذي خدم في فريق أوباما الانتقالي فإن قرار رفض المحاكمة قد سَبَقَ تولي أوباما لمنصبه وأُتُخِذ بسبب القلق مِن ردِ فعلٍ شديدِ مِن قادة الجيش ووكالة الأمن القومي ووكالة الاستخبارات الأمريكية. علّق نائب مستشار الأمن القومي في عهد أوباما بن رودس في مقابلةٍ على المشاكل السياسية الصعبة التي كان مِن الممكن أن تخلقها محاكمات التعذيب سواء في صرف الانتباه عن استجابة الإدارة للركود الاقتصادي أو احتمال عزل الرئيس عن وكالات الدولة. كما قال محللون قانونيون مثل إريك بوزنر وأندرو نابوليتانو أن المحاكمات ستخلق سابقةً تُعرّض مسؤولي إدارة أوباما لمحاكماتٍ سياسية مِن قِبل خلفائهم.
أعلنتْ وزارة العدل الأمريكية أنه لن تكون هناك محاكمات حتى لأولئك الذين تجاوزوا ما سمِحتْ به مُذكرات التعذيب بما في ذلك أولئك الذين قاموا بتعذيب مُحتجزين حتى الموت. لم تكشِف إدارة أوباما رسمياً عن السبب الجوهري لرفض المحاكمات وزعمَتْ الإدارة أنه ينبغي أن يظلَ المُسوّغ سرّاً لأن «الإفصاح عنه يُمكن أن يُؤثر على مصداقية مشاورات تطبيق القانون فيما يتعلق بتوجيه التُهم الجنائية» وجاء ذلك رداً على دعوى قضائية مُستنِدة لقانون حرية المعلومات الأمريكي.

### المحاكمة الدولية ممكنة لكن غير محتملة
لا يوجد قانون تقادم لجرائم الحرب في القانون الدولي ومع ذلك فإن المحاكمات في محكمة الجنايات الدولية أو في محاكم أي دولة معينة استحضاراً لمبدأ الولاية القضائية العالمية تُعتبر غير محتملة.
سَحبَتْ الولايات المتحدة في ظِل إدارة جورج دبليو بوش توقيعها مِن معاهدة روما التي تمنح محكمة الجنايات الدولية سلطة قضائية على الأمريكيين وبالإضافة إلى ذلك وقّع بوش على قانون حماية أعضاء الخدمة الأمريكيين لعام 2002 والذي يسمح بغزو لاهاي عسكرياً لـ «إنقاذ» أي أمريكيين تحتجزهم المحكمة لمحاكمات جرائم الحرب. وَقَعَتْ بعض حالات التعذيب في مواقع سوداء موجودةٍ في بلدان لازلتْ أطرافاً في المعاهدة مثل بولندا وأفغانستان وليتوانيا ورومانيا لكن هذه الدول ليست في وضعٍ يسمح لها بالشروع في مقاضاة أو تسليم المسؤولين الأمريكيين وذلك لأسبابٍ سياسيةٍ.
حاولَ مركز الحقوق الدستورية (Center for Constitutional Rights) مقاضاة الرئيس السابق جورج دبليو بوش في سويسرا أولاً ثم في كندا وذلك باستحضار مبدأ الولاية القضائية العالمية ونيابةً عن أربعة معتقلين مُعذَبين مما دفع بوش إلى إلغاء رحلته لسويسرا بعد ورود أنباءٍ عن المقاضاة المُزمعة في حين تمكنَ مِن السفر إلى كندا بعد أو أوقفتْ الحكومة الكندية الملاحقة القضائية قبل أن يُقبَضَ عليه. قدَمَ مركز الحقوق الدستورية شكوى إلى الأمم المتحدة لفشل كندت في إنفاذ اتفاقية مناهضة التعذيب لكن إجراءات الشكوى مازالت مُعلقة.

### عواقب فشل المحاكمة
يظلّ الاحتمال وارداً بأن أي إدارة رئاسية لاحقة في المستقبل يُمكن أن تُحيي ممارسة التعذيب بادعائها أنه قانونيٌ وذلك نتيجةً لغياب أي محاكمات، فقد جادل عددٌ مِن كِبار مُرشحي الرئاسة الأمريكية علانيةً في فبراير 2016 لصالح إعادة ممارسة التعذيب ومِن بين هؤلاء الرئيس دونالد ترامب الذي صرّح برغبته في إعادة استخدام الإيهام بالغرق. إن رفض الولايات المتحدة معاقبة المُعذبِين قد عطّل النضال ضد التعذيب في جميع أنحاء العالم وِفقاً لِما قاله المقرر الخاص لأمم المتحدة المعني بالتعذيب خوان إ. مينديز.

### المحكمة الأوروبية لحقوق الإنسان
حكمتْ المحكمة الأوروبية لحقوق الإنسان في 24 يوليو 2014 بأن بولندا انتهكتْ الاتفاقية الأوروبية لحقوق الإنسان لتعاونها مع الولايات المتحدة في السماح لوكالة الاستخبارات المركزية باحتجاز وتعذيب أبو زبيدة وعبد الرحيم النشيري على أراضيها في 2002-2003 وأمرتْ المحكمة الحكومة البولندية بدفع 100 ألف يورو تعويضاً لِكُلٍ مِن الرجُليْن كما منحتْ 30,000 يورو لأبو زبيدة لتغطية تكاليفه. قضتْ المحكمة الأوروبية لحقوق الإنسان في 31 مايو 2018 بأن رومانيا وليتوانيا انتهكتا حقوق أبو زبيدة وعبد الرحيم النشيري في 2003-2005 وفي 2005-2006 على التوالي وأمرتْ المحكمة رومانيا وليتوانيا بدفع 100,000 يورو تعويضاً لِكُلٍ منهما.